# Franco Bertoni
Franco Bertoni war ein italienischer Motorradrennfahrer.
Bertoni war in den späten 1940er- und frühen 1950er-Jahren für Benelli und MV Agusta aktiv und gewann 1950 gewann er die Italienische Straßenmeisterschaft in der 125-cm³-Sport-Klasse und holte damit den ersten Titel für MV Agusta.

## Leben und Karriere
Bertoni war der Sohn von Costante Bertoni (* 1909), der in den 1920er-Jahren in den Werkstätten der Firma Dansi gearbeitet und 1926 ein Motorradgeschäft in Varese eröffnet hatte, in dem unter anderem Motorräder der Marke Gilera verkauft wurden. Franco Bertoni arbeitete zunächst im Familienbetrieb, bevor er als Rennfahrer aktiv wurde.
Sein motorsportliches Talent zeigte sich früh: Auf einer 250er Benelli gewann er 1947 sein erstes Rennen in Arsago Seprio. Nach weiteren Erfolge wurde MV Agusta auf ihn aufmerksam und verpflichtete ihn als ersten Werksfahrer. 1947 errang er bei einem Rennen in Carate Brianza auf einer MV Agusta Corse 98 Sport der ersten Sieg für die MV Agusta „Reparto corse“ überhaupt.
Zwischen 1949 und 1954 war Bertoni in der Motorrad-Weltmeisterschaft aktiv. Sein bestes Resultat dabei erreichte er 1949 mit Rang vier im 125er-Rennen der Dutch TT in Assen.
Bertonis größter sportlicher Triumph war der Gewinn der Italienische Straßenmeisterschaft in der 125-cm³-Sport-Klasse im Jahr 1950. In seiner Karriere bestritt er über 200 Rennen und erzielte etwa 50 Siege.
Nach seinem Rücktritt vom Rennsport im Jahr 1954 widmete er sich gemeinsam mit seinem Vater wieder dem Familienunternehmen in Varese.

## Statistik

### Erfolge
- 1950 – Italienischer Meister in der 125-cm³-Sport-Klasse auf MV Agusta

### Rennsiege

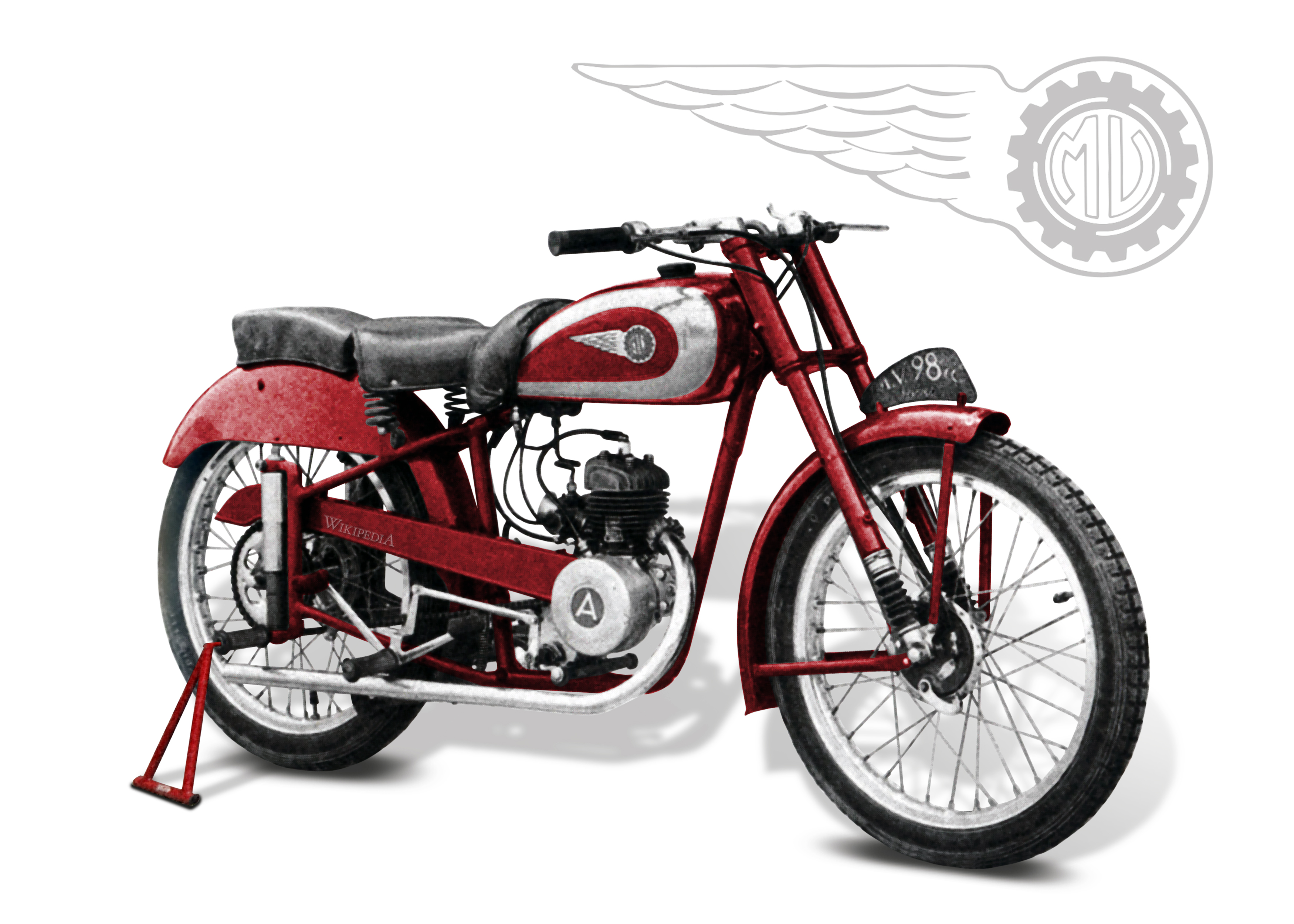
Auf einer solchen MV Agusta Corse 98 Sport errang Bertoni den ersten Sieg für das noch junge Unternehmen MV Agusta

- 1947 Sieg in Arsago Seprio auf einer 250er Benelli.[4][5]
- 1947 bei Carate Brianza: der erste Sieg für MV Agusta überhaupt (auf einer MV Agusta Corse 98 Sport)[2][3]
- 1948 Sieg in Varese mit einer MV Agusta
- 1948 Sieg in Cremona mit einer MV Agusta
- 1948 Sieg in Vigevano mit einer MV Agusta
- 1948 Sieg in Sondrio mit einer MV Agusta
- 1948 Sieg in Pisa mit einer MV Agusta
- 1948 Sieg beim Großen Preis der Nationen in Faenza
- zahlreiche Siege in der Roller-Kategorie

## Bertoni Motorräder (Varese)
Zwischen 1953 und 1955 produzierten Franco und Costante Bertoni in begrenzter Stückzahl eigene Motorräder unter dem Markennamen Bertoni. Das bekannteste Modell war mit einem 160-cm³-Einzylinder-Zweitaktmotor von F.B.M. ausgestattet, der 7 PS bei 5200/min leistete und eine Höchstgeschwindigkeit von etwa 95 km/h erreichte.
Insgesamt wurden rund 200 Maschinen hergestellt, von denen der Großteil direkt über das Geschäft der Familie Bertoni in Varese verkauft wurde. Weitere 50 Einheiten wurden über einen Händler in Olgiate Comasco abgesetzt. Die Fahrzeuge richteten sich hauptsächlich an den lokalen Markt und hatten keine überregionale Verbreitung.
Die Produktion wurde 1955 eingestellt.